# Amidar
Amidar is een computerspel dat werd ontwikkeld door Konami en uitgegeven door Stern. Het spel kwam in 1981 uit als arcadespel. Een jaar later kwam het spel uit voor de Atari 2600. Het spel een actiespel dat is gebaseerd op Pac-Man en Qix. De speler loopt over de randen van een rechthoek en moet alle rechthoeken inkleuren om het einde van het level te halen. De speler moet  tegenstanders laten ontwijken of deze geforceerd laten springen om ze uit de weg te ruimen.

## Platforms
| Jaar | Platform                  |
| ---- | ------------------------- |
| 1981 | Arcade                    |
| 1982 | PC-6001                   |
| 1983 | Atari 2600, Casio PV-1000 |

## Ontvangst
| Beoordeeld door       | Jaar | Platform   | Score |
| --------------------- | ---- | ---------- | ----- |
| Game Freaks 365       | 2002 | Atari 2600 | 65%   |
| The Video Game Critic | 2001 | Atari 2600 | 42%   |
| All Game Guide        | 1998 | Atari 2600 | 40%   |
| TeleMatch             | 1983 | Atari 2600 | 20%   |